# Igreja de São Francisco de Assis do Outeiro da Glória
A Igreja de São Francisco de Assis do Outeiro da Glória é considerada a primeira igreja erguida no Brasil. Foi construída no ano de 1503 em taipa por dois frades franciscanos que chegaram em Porto Seguro, no litoral sul da Bahia, na ocasião de uma das expedições de Gonçalo Coelho.
O templo original foi destruído em 1505 por indígenas da região, sendo reconstruído por volta de 1515 e mantendo-se em culto até 1730, quando entrou em processo de abandono. Suas ruínas ficam situadas em meio a uma Mata Atlântica totalmente preservada, com a vizinhança dos indígenas da aldeia de Santa Cruz.
Junto com os frades que construíram a igreja, veio a primeira imagem de São Francisco de Assis que se tem notícia no Brasil. A escultura encontra-se na igreja da Misericórdia, no sítio histórico de Porto Seguro.